# Groupe de NGC 3396
Le groupe de NGC 3396 comprend au moins 11 galaxies situées dans la constellation du Petit Lion. La distance moyenne entre ce groupe et la Voie lactée est d'environ 27,9 Mpc (∼91 millions d'al). 

## Membres
Le tableau ci-dessous liste les 11 galaxies du groupe indiquées dans l'article de A.M. Garcia paru en 1993. Abraham Mahtessian mentionne aussi ce groupe dans un article paru en 1998, mais NGC 3419A n'y figure pas.  
| Nom       | Class.         | Type                        | α (J2000.0)   | δ (J2000.0) | Vitesse radiale (km/s) | m            | Distance (Mpc) | Diamètre (kal) |
| --------- | -------------- | --------------------------- | ------------- | ----------- | ---------------------- | ------------ | -------------- | -------------- |
| NGC 3381  | SB pec         | Spirale barrée              | 10h 48m 24.8s | 34° 42′ 41″ | 1628 ± 1               | 11,8         | 28,1 ± 2,0     | 68             |
| NGC 3395  | SAB(rs)cd pec? | Spirale intermédiaire       | 10h 49m 50.1s | 32° 58′ 58″ | 1617 ± 1               | 12,1         | 28,0 ± 2,0     | 33             |
| NGC 3396  | IBm pec        | Irrégulière magellanique    | 10h 49m 55.1s | 32° 59′ 27″ | 1660 ± 1               | 12,0         | 28,7 ± 2,0     | 87             |
| NGC 3424  | SB(s)b?        | Spirale barrée              | 10h 51m 46.3s | 32° 54′ 03″ | 1494 ± 4               | 12,4         | 26,2 ± 1,9     | 86             |
| NGC 3430  | SAB(rs)c       | Spirale intermédiaire       | 10h 52m 11.4s | 32° 57′ 02″ | 1586 ± 1               | 11,6         | 27,6 ± 2,0     | 113            |
| NGC 3442  | Sa?            | Spirale                     | 10h 53m 08.1s | 33° 54′ 37″ | 1734 ± 1               | 13,4         | 29,7 ± 2,1     | 24             |
| UGC 5898  | Sdm?           | Spirale barrée magellanique | 10h 47m 50.4s | 33° 43′ 44″ | 1644 ± 4               | 15,1         | 28,4 ± 2,0     | 47             |
| IC 2604   | SB(s)m pec?    | Spirale barrée magellanique | 10h 49m 25.1s | 32° 46′ 22″ | 1633 ± 3               | 14,1         | 28,3 ± 2,0     | 41             |
| UGC 5934  | SB(s)dm        | Spirale barrée magellanique | 10h 49m 59.1s | 31° 54′ 34″ | 1608 ± 7               | 15,1         | 28,0 ± 2,0     | 53             |
| PGC 32631 | ?              | ?                           | 10h 52m 22.9s | 32° 38′ 14″ | 1532 ± 1               | 15,109 asinh | 26,8 ± 1,9     | 19             |
| UGC 5990  | Sab            | Spirale                     | 10h 52m 38.3s | 34° 28′ 59″ | 1567 ± 1               | 14,5         | 27,2 ± 1,9     | 49             |

Le site DeepskyLog permet de trouver aisément les constellations des galaxies mentionnées dans ce tableau ou si elles ne s'y trouvent pas, l'outil du site constellation permet de le faire à l'aide des coordonnées de la galaxie. Sauf indication contraire, les données proviennent du site NASA/IPAC. 